# ジョアンナ・ワッツ
ジョアンナ・ワッツ（Johanna Watts）は、アメリカ合衆国の女優。

## 出演作品
- American Warships
- Mutant Vampire Zombies from the 'Hood!
- Career Girl